# بلير روبسون
بلير روبسون (بالإنجليزية: Blair Robson)‏ مواليد 15 مايو 1935، هو سائق راليات نيوزلندي سابق بدأ مسيرته في سنة 1977. كان أول رالي له هو رالي جنوب المحيط الهادئ 1997. تسابق في بطولة العالم للراليات. صعد على المنصة مرة واحدة خلال مسيرته.